# Non ho l'età (per amarti)
Non ho l'età (per amarti) è un brano musicale scritto da Nisa, Mario Panzeri e Gene Colonnello per la musica e dai soli Nisa e Colonnello per il testo presentato al Festival di Sanremo 1964; il regolamento della manifestazione prevedeva che ogni compositore potesse portare in gara un solo motivo, pertanto Colonnello scelse di firmare soltanto L'inverno cosa fai?, interpretata da Piero Focaccia e Bobby Rydell. In seguito, tuttavia, il brano fu regolarmente accreditato anche a lui alla SIAE.
Cantato al Festival di Sanremo dall'allora sedicenne Gigliola Cinquetti in coppia con la italo-belga Patricia Carli, il brano si impose a sorpresa vincendo la concorrenza di grossi nomi in gara come Claudio Villa, Milva, Gino Paoli e Domenico Modugno. La Carli presentò la canzone con un testo in francese, pur mantenendo il titolo in italiano.
La Cinquetti incise il brano nel 45 giri Non ho l'età (per amarti)/Sei un bravo ragazzo (CGD, N 9486), mentre Patricia Carli lo incluse in Non ho l'età (per amarti)/Così felice (Bel Air, ba 11001).
A marzo di quell'anno la canzone fu portata dalla stessa Cinquetti al Gran Premio dell’Eurovisione a Copenaghen, riportando un autentico trionfo: l'esecuzione ricevette infatti 49 voti, quasi tre volte tanto quelli del secondo classificato, il britannico Matt Monro; tale proporzione non fu in seguito mai eguagliata da alcun altro vincitore.
L'impresa diede all'Italia la prima vittoria di sempre nella competizione canora europea.
Sulla scia di tale successo Non ho l'età primeggiò in vari Paesi europei.
Gigliola Cinquetti ne incise varie cover tradotte: Luna nel blu per il mercato tedesco, No tengo edad per quello di lingua spagnola, Je suis à toi per quello francese, This Is My Prayer per gli anglofoni e Yumemiru omoi in giapponese; per il pubblico islandese, invece, la canzone Heyr mína bæn (Ascolta la mia preghiera) fu una riscrittura completa del testo.
Nello stesso anno del lancio del brano Nancy Cuomo ne incise una propria versione per l'etichetta discografica napoletana KappaO.